# 克丽丝廷·利利
克丽丝廷·玛丽·利利（Kristine Marie Lilly，1971年7月22日—），美国女子足球运动员。她从1987年开始为美国国家女子足球队效力，现在是美国国家队的队长。她在美国国家队的位置是前锋，在这之前她一般是中场。莉莉在康涅狄格州的Wilton出世，现在居住在马萨诸塞州的布鲁克莱恩 (马萨诸塞州)。莉莉嫁给了当地的一个消防员David Heavey。David Heavey在大学时代是一名著名的曲棍球和高尔夫球员。她的女儿Sidney Marie Heavey 在2008年7月22出世。
莉莉曾参加过HBO电视台的纪录片《Dare to Dream: The Story of the U.S. Women's Soccer Team》。

## 生平
1991年，莉莉在北卡罗来纳大学教堂山分校被评选为全美最佳大学生球员（赫尔曼奖）
莉莉是世界上为国家队出战A级比赛次数最多的球员。1998年5月21日，她第152次为国家队出场，打破了挪威的海迪·斯特雷的记录。2006年1月18日，莉莉为美国国家队出场达到300次。2008年，莉莉为为美国国家队出场达到342次。
2006年，莉莉在世界足球小姐的评选中位列第二，仅次于巴西的玛塔。尽管没有当选世界足球小姐，但莉莉连续两年被评为了美国最佳女足运动员（2005和2006）。
2007年9月11日，在参加完2007年女子世界杯足球赛对朝鲜队的比赛之后，莉莉成为了第一位参加了5次世界杯的女足运动员（第三位参加了5次世界杯的足球运动员）。在2007年9月22日对英格兰队的比赛中，莉莉打入一球，成为了在女足世界杯上进球的年纪最大的球员。
由于产期，莉莉错过了2008年北京奥运会。2008年10月，莉莉重新加入美国国家队。
莉莉代表国家队参加的最后一场比赛是2010年11月5日世界杯预选赛 1-2 输给墨西哥队的比赛，这是她创纪录的第354次上陣，她在那场比赛中替补出场6分钟。